# Iran Santiago Manuel
Iran Santiago Manuel (Oaxaca, 4 de marzo de 1985) es un profesor y político mexicano, miembro del partido Movimiento Regeneración Nacional (Morena). Es diputado federal plurinominal para el periodo de 2018 a 2021.

## Reseña biográfica
Iran Santiago Manuel es profesor normalista, y tiene una maestría en Educación Básica. Se ha desempeñado como director o docente en escuelas de las localidades oaxaqueñas de Erosquia, Santa María Zoquitlán y San Mateo Macuilxóchitl.
Miembro de la Sección 22 del Sindicato Nacional de Trabajadores de la Educación, dominada por la corriente denominada Coordinadora Nacional de Trabajadores de la Educación (CNTE), ha sido en la misma secretario de Pagos de 2012 a 2017 y con anterioridad, de 2010 a 2012, secretario de Organización de la Delegación Sindical D-I-180.
En 2018 fue elegido diputado federal por la vía plurinominal postulado por la coalición Juntos Haremos Historia, formando para de la bancada de Morena en la LXIV Legislatura. En la Cámara de Diputados es integrante de la comisión de Educación, de la comisión de Radio y Televisión y de la comisión de Seguridad Social.